# بحيرة مال
بحيرة مال هي بحيرة في ولاية البراكنة الموريتانية، تقع على بعد 65 كـم (40 ميل) شرقاً جنوب شرق مدينة ألاك، تتراوح مساحتها بين 5,250 هكتار (13,000 أكر) في نهاية موسم الأمطار إلى حوالي 870 هكتار (2,100 أكر)، وهي موطن مهم لأنواع مختلفة من الطيور.
تشكل البحيرة معلماً سياحياً مهماً ووجهة يقصدها العديد من سكان المناطق القريبة والمجاورة لها، وتعتبر من الموارد الحيوية الطبيعة بسبب احتوائها على أنواع مختلفة من الأسماك والنباتات النادرة، ومصدر اساسي للري داخل ولاية البراكنة، ولكن البحيرة تعاني من الإهمال الحكومي بالرغم من أهميتها السياحية والاقتصادية والبيئية.